# 蟹瀬誠一のニュースネクスト!
『蟹瀬誠一のニュースネクスト!』（かにせせいいちのニュースネクスト）は、文化放送をキーステーションに、全国9局ネットで、平日6:35 - 6:53に放送されていたニュース番組。パーソナリティは、国際ジャーナリストの蟹瀬誠一と元・ラジオ福島アナウンサーの小川真由美。
文化放送では、「蟹瀬誠一 ネクスト!」のコーナーとして、いすゞ自動車と関東地区いすゞ・エルフ販売会社グループ各社の提供による「エルフ・モーニングダッシュ」の冠タイトルがついていた。

## 主なコーナー
- 今朝のトップニュース/スポーツ
- ニュース街の声

## ネット局
- 秋田放送
- ラジオ福島
- 山陰放送
- 山口放送
- 西日本放送
- 南海放送
- 大分放送
- 宮崎放送